# Euan Byers
Euan Byers (Dumfries, 30 de julio de 1974) es un deportista británico que compitió por Escocia en curling.
Ganó cuatro medallas en el Campeonato Mundial de Curling entre los años 2005 y 2009, y cinco medallas en el Campeonato Europeo de Curling entre los años 2003 y 2008.
Participó en dos Juegos Olímpicos de Invierno, ocupando el cuarto lugar en Turín 2006 y el quinto en Vancouver 2010, en la prueba masculina.

## Palmarés internacional
| Representando a Escocia |                                   |                   |        |
| Campeonato Mundial      |                                   |                   |        |
| Año                     | Lugar                             | Medalla           | Prueba |
| 2005                    | Victoria (Canadá)                 | Medalla de plata  | Equipo |
| 2006                    | Lowell (Estados Unidos)           | Medalla de oro    | Equipo |
| 2008                    | Grand Forks (Estados Unidos)      | Medalla de plata  | Equipo |
| 2009                    | Moncton (Canadá)                  | Medalla de oro    | Equipo |
| Campeonato Europeo      |                                   |                   |        |
| Año                     | Lugar                             | Medalla           | Prueba |
| 2003                    | Courmayeur (Italia)               | Medalla de oro    | Equipo |
| 2005                    | Garmisch-Partenkirchen (Alemania) | Medalla de bronce | Equipo |
| 2006                    | Basilea (Suiza)                   | Medalla de plata  | Equipo |
| 2007                    | Füssen (Alemania)                 | Medalla de oro    | Equipo |
| 2008                    | Örnsköldsvik (Suecia)             | Medalla de oro    | Equipo |